# 田中りえ
田中 りえ（たなか りえ、1956年7月1日 - 2013年7月12日）は、日本の小説家。東京出身。父親は作家の田中小実昌。

## 来歴
1974年私立和光高等学校を卒業、二浪した後、早稲田大学第一文学部入学。文芸学科の卒論小説「おやすみなさい、と男たちへ」を1981年｢早稲田文学｣に発表。元祖女子大生作家として話題となった。以後数冊の小説を刊行するが、西武百貨店に入社し執筆活動は休止状態となる。
その後はドイツ人の男性と結婚、一男を儲けた が、後に離婚している。
そして、2008年4月｢早稲田文学｣に、自身の結婚生活を題材とした｢ちくわのいいわけ｣を発表し、長いブランクを経ての新作となった。
2013年7月12日、子宮癌のため死去。57歳没。

## 著作
- おやすみなさい、と男たちへ （講談社、1982年） - のちに文庫化。
- ぞうさんダンスで、さよならモスクワ―シベリア鉄道で行ってきたよ （講談社、1983年）
- 中沢けい・田中りえの部屋 (セリ・シャンブル 1) （中沢けいとの共著。旺文社、1985年）
- やさしく、ねむって （講談社、1988年）
- ブレーメンから飛んで、チベットに着陸 （トレヴィル、1990年）
- ちくわのいいわけ （愛育社、2014年）